# Leptospirozy

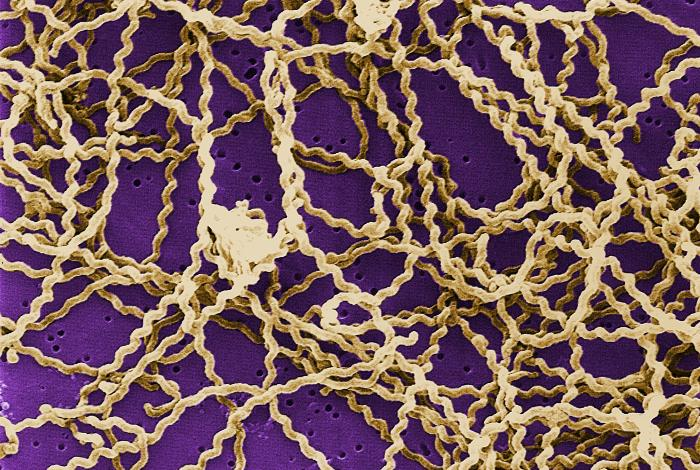
Leptospira sp. w elektronowym mikroskopie skaningowym.

Leptospirozy, krętkowice, choroba Weila – grupa chorób odzwierzęcych wywołanych przez krętki z rodzaju Leptospira. Dla człowieka patogenny jest gatunek Leptospira interrogans. Obejmuje on szereg serotypów, które wywołują choroby o zbliżonym obrazie klinicznym.

## Epidemiologia
Leptospirozy spotykane są na całym świecie, z wyjątkiem regionów polarnych i subpolarnych. Najczęściej występują w klimacie ciepłym i wilgotnym. Wywołane są przez krętki gatunku L. interrogans. Krętki dostają się do organizmu poprzez uszkodzoną skórę oraz błony śluzowe. Leptospiroza uznawana jest za chorobę zawodową pracowników zakładów oczyszczania ścieków oraz pracowników rolnych i hodowców zwierząt. Zapadalność waha się od 1:5 mln mieszkańców w klimacie umiarkowanym do średnio 1: 2000 mieszkańców w klimacie tropikalnym.

## Patogeneza
W przebiegu choroby wyróżnia się dwa okresy:
- okres I – związany bezpośrednio z bakteriemią;
- okres II – związany z odpowiedzią immunologiczną organizmu.

## Objawy i przebieg
W pierwszym etapie choroby dochodzi do wysiewu krętków do tkanek i do krwi. Następuje uszkodzenie śródbłonka naczyń włosowatych. Pojawia się drugi etap choroby, który często doprowadza do znacznie groźniejszych powikłań. Jednym z nich jest zespół Weila, objawiający się uszkodzeniem wątroby i nerek. W jego przebiegu pojawia się często żółtaczka wraz ze wzrostem aktywności enzymów wątrobowych AspAT i AlAT. Uszkodzenie nerek objawia się krwinkomoczem, białkomoczem, obecnością wałeczków w osadzie. W ciężkich przypadkach może dojść do retencji azotowych produktów przemiany materii. Może wystąpić również zapalenie naczyń objawiające się krwawieniami z nosa, krwiopluciem, wybroczynami skórnymi. Stosunkowo rzadkimi powikłaniami jest zapalenie mięśnia sercowego, zapalenie płuc, ARDS.

## Rozpoznanie

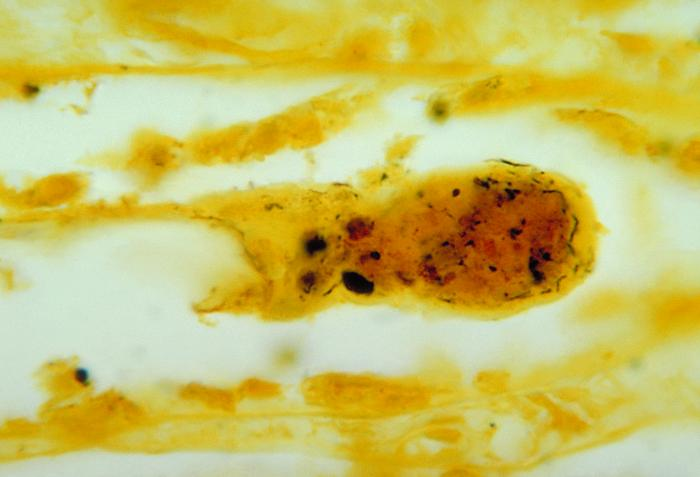
Tkanka nerki wybarwiona srebrem z widocznymi bakteriami Leptospira

Rozpoznanie ustala się na podstawie:
- wywiadu – zawód, kąpiele w jeziorach, stawach itp.;
- badań biochemicznych krwi, które wykazują często przyspieszone OB, leukocytozę, wzrost stężenia mocznika, kreatyniny, wzrost aktywności AspAT i AlAT;
- badania ogólnego moczu, które wykazuje często obecność białka, wałeczków w osadzie, może pojawić się ropomocz;
- uwidocznienia krętków w pierwszej fazie choroby, w preparacie bezpośrednim w mikroskopie z ciemnym polem widzenia;
- hodowli i izolacji krętka;
- próby biologicznej na zwierzętach laboratoryjnych;
- testów serologicznych obejmujących oznaczanie przeciwciał w klasie IgM.

## Zapobieganie
Doksycyklina może być stosowana w celu zapobiegania zakażeniom u osób podróżujących w obszarach wysokiego ryzyka.

## Leczenie
- musi odbywać się w oddziale obserwacyjno-zakaźnym (przymus hospitalizacji);
- antybiotykoterapia lekami z grup: penicylin, tetracyklin, chloramfenikolem lub cefalosporynami – kilka tygodni;
- w przypadku znacznej bakteriemii może wystąpić reakcja Jarischa-Herxheimera;
- niekiedy, w przypadku znacznej niewydolności nerek, konieczne jest stosowanie hemodializ

## Rokowanie
- zależy od ciężkości zmian i przebiegu choroby;
- przyczyny zgonu: krwawienia, niewydolność nerek.

## Klasyfikacja ICD10
| kod ICD10     | nazwa choroby                              |
| ------------- | ------------------------------------------ |
| ICD-10: A27   | Krętkowica [leptospiroza]                  |
| ICD-10: A27.0 | Żółtaczkowo-krwotoczna postać leptospirozy |
| ICD-10: A27.8 | Inne formy leptospirozy                    |
| ICD-10: A27.9 | Leptospiroza, nieokreślona                 |